# Иргизский район
Иргизский район (каз. Ырғыз ауданы) — административно-территориальная единица второго уровня в Актюбинской области Казахстана. Административный центр района — село Иргиз.
Население района составляет 14 999 человек (по состоянию на начало 2019 года).
Глава района — Кызбергенов Нурлан Касымханулы.
В Иргизском районе находятся населённые пункты Белшер, Жайсанбай, Жанакурылыс, Иргиз, Калалыколь, Калыбай, Караколь, Кирово, Коминтерн, Куйылыс, Кумтогай, Курылыс, Кызыл партизан, Мамыр, Нура, Тельман, Шенбертал.

## История
Впервые Иргизский район был образован 26 мая 1921 года в составе Актюбинской губернии путём преобразования Иргизского уезда. 15 августа 1922 года Иргизский район был преобразован обратно в Иргизский уезд.
Вторично Иргизский район был создан в 1928 году в составе Актюбинского округа. В 1930 году Иргизский район перешёл в прямое подчинение Казакской АССР. В 1932 году Иргизский район вошёл в состав Актюбинской области.
В январе 1963 года Иргизкий район был упразднён, но уже в декабре 1964 восстановлен.
18 января 2018 года в северо-западной части района на трассе загорелся автобус. Погибло 52 человека, все — граждане Узбекистана.

## Административное деление
1. Иргизский сельский округ
2. Аманкольский сельский округ
3. Жайсанбайский сельский округ
4. Кумтугайский сельский округ
5. Кызылжарский сельский округ
6. Нуринский сельский округ
7. Таупский сельский округ